# دهانی ندارم و باید جیغ بکشم (بازی ویدئویی)
دهانی ندارم و باید جیغ بکشم یک بازی ترسناک ماجراجویی اشاره و کلیکی می‌باشد که توسط سایبردریمز و دریمز گیلد توسعه‌یافته و با هارلن الیسون طراحی و توسط سایبردریمز منتشر و توسط ام‌جی‌ام اینتراکتیو توزیع شده‌است. این بازی بر پایهٔ داستان کوتاهی از الیسون تحت همین نام ساخته شده شده‌است. وقایع بازی درون جهان پادآرمانی جریان دارد که یک هوش مصنوعی مغز متفکر به‌نام «AM» تمامی انسان‌های روی زمین را به جز پنج نفر از بین برده‌است و ایشان در ۱۰۹ سال گذشته آن‌ها را عملاً زنده نگه داشته و با ساختن به اصطلاح ماجراجویی‌هایی بر اساس نقایص مرگبار هرکدام از شخصیت‌ها، آن‌هارا شکنجه داده‌است.